# Promenade II
Promenade II je mrakodrap v centru Atlanty. Má 38 pater a výšku 210,6 m, je tak 7. nejvyšší ve městě. Byl dokončen v roce 1990 a za designem stojí firma TVSA.